# Павол Веселски
Павол Веселски (svk. Pavol Veselský; Банска Бистрица, 5. март 1849 — Надлак, 15. април 1933) био је словачки педагог и публициста.

## Биографија
Истакнути педагог, борац за народна права Словака на Доњој земљи и противник мађаризације, просветитељ и публициста Павол Веселски рођен је у породици занатлија - чизмара у Банској Бистрици.
Студирао је на Учитељском заводу у Шопрону. Од 1865. био је помоћни учитељ у Асоду. Након четири године 1869. одлази Питварош, у Чанадској жупанији, где је радио као евангелистички учитељ. Такође је био и кантор црквеног хора. У Питварошу је основао дувачки оркестар (1883) и Словачко певачко друштво (1907) и организовао је активност аматерског позоришта.
У првим годинама након распада Аустроугарске рачунао је на анексију жупанија Бекеш и Чанад, где је постојало бројно словачко становништво, од стране Румуније. У то време Румуни су окупирали део ове територије и Павол Веселски је, као један од словачких активиста, очекивао више слободе за локалне Словаке и јавно се ангажовао о том питању. Чак је изабран за посланика у румунском парламенту за округ Тоткомлош. Међутим, када су Румуни напустили подручје 1920. године, Веселски је био приморан да пређе у Надлак иначе би био ухапшен због свог политичког ангажмана. Пошто му је породица остала у Питварошу, покушао је да јој се врати 1923. године, али то му није пошло за руком, па је остао у Надлаку до краја живота. Ту је радио као учитељ и у локалној штедионици. Такође је био суоснивач и први педагог „Сокола” у Надлаку.
У свом педагошком раду посветио се наставном процесу, породичном васпитању, обавезама наставника, награђивању активности ученика. Чланке о педагогији и етнографији објављивао је у часопису Dom a  škola. Аутор је неколико уџбеника из историје и етнографије. Подстицао је развој хортикултуре и пчеларства. Године 1925. припремио је словачке верске књиге и буквар за штампу у Надлаку. 
Имао је богату библиотеку, наручивао је готово све тада доступне словачке новине, часописе и календаре и стално се образовао.
Одликован је Орденом румунске круне.